# لیهای (کانزاس)
لیهای (به انگلیسی: Lehigh) شهری در ایالت کانزاس کشور ایالات متحده آمریکا است که جمعیت آن در سرشماری سال ۲۰۱۰ میلادی، ۱۷۵ نفر بوده‌است.

## نگارخانه

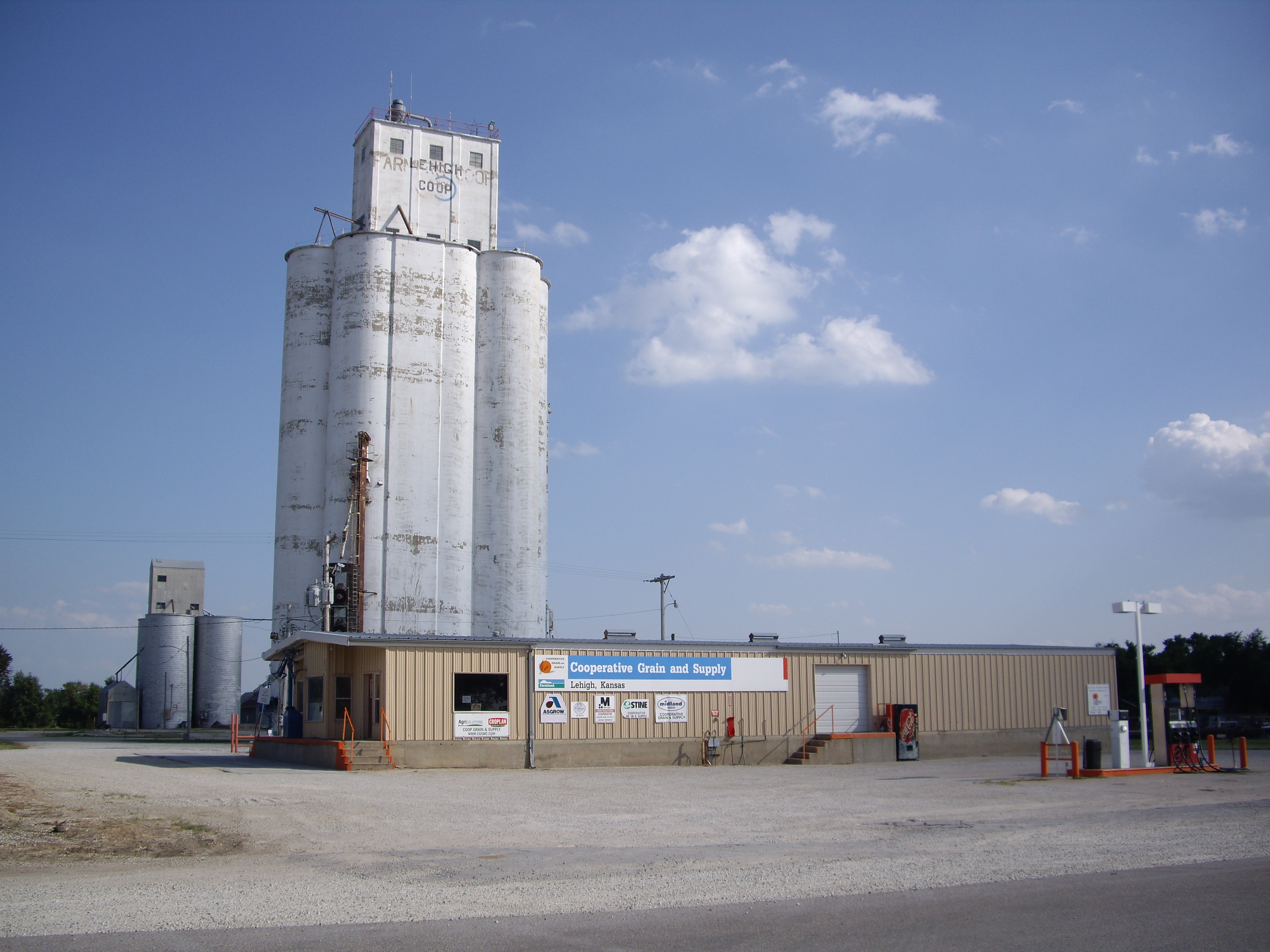
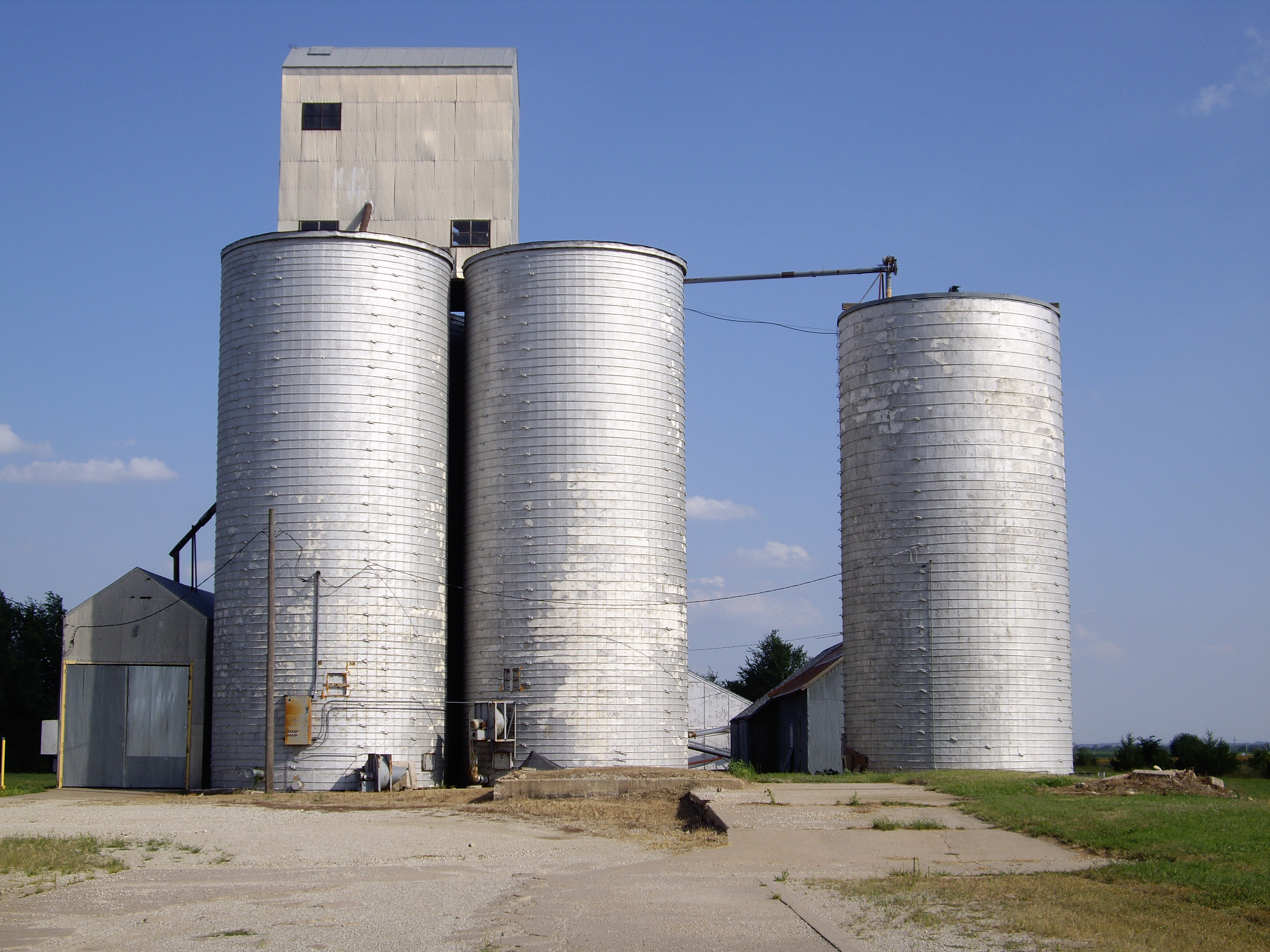
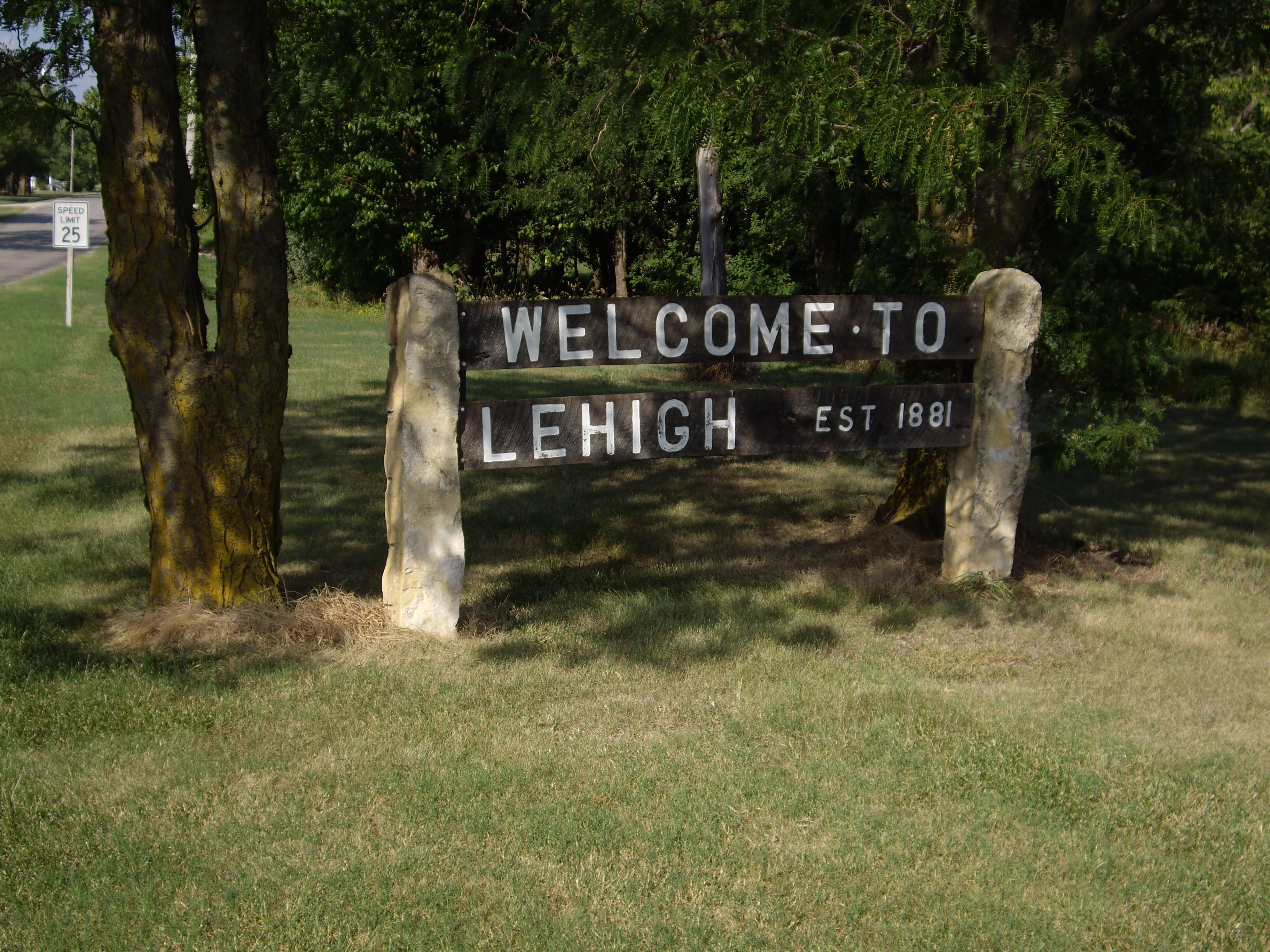
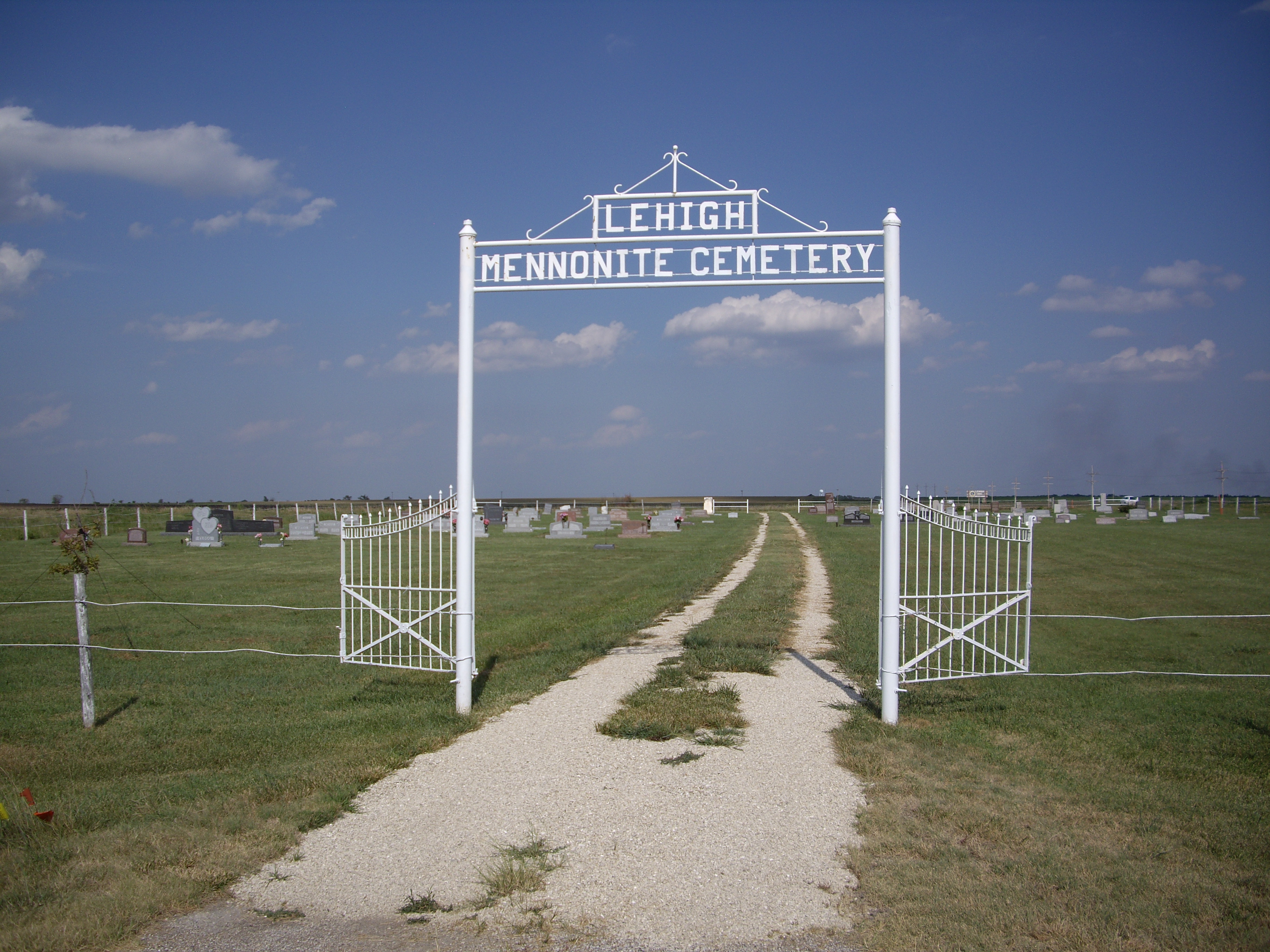